# James Montgomery
Ne doit pas être confondu avec James Montgomery Flagg.
Pour les articles homonymes, voir Montgomery.
James Montgomery, né le 4 novembre 1771 à Irvine et mort le 30 avril 1854 à Sheffield, est un auteur de cantiques, poète et éditeur britannique. Il est élevé dans l'Église morave et y est formé théologiquement, de sorte que ses écrits reflètent souvent un intérêt pour des causes humanitaires telles que l'abolition de l'esclavage et du travail des enfants.

## Biographie

### Début de carrière et poésie
Montgomery naît à Irvine, dans le sud-ouest de l'Écosse. Fils d'un pasteur et missionnaire des Frères moraves, il est envoyé pour être formé pour le ministère à l'école morave de Fulneck, près de Leeds, tandis que ses parents sont partis pour les Antilles, où tous deux meurent à moins d'un an l'un de l'autre. À Fulneck, les études profanes sont interdites, mais James trouve néanmoins des moyens d'emprunter et de lire beaucoup de poésie ; il projette avec ambition d'écrire des épopées.
N'ayant pas terminé ses études, il est apprenti chez un boulanger de Mirfield, puis chez un magasinier de Wath-upon-Dearne. Après de nouveaux efforts, y compris une tentative infructueuse de début de carrière littéraire à Londres, il déménage à nouveau vers le nord à Sheffield en 1792 en tant qu'assistant de Joseph Gales, commissaire-priseur, libraire et imprimeur du Sheffield Register, qui l'introduit dans la loge locale d'Odd Fellows. En conséquence, il compose une chanson adressée aux Oddfellows. En 1794, Gales quitte l'Angleterre pour éviter les représailles politiques et Montgomery reprend la rédaction du journal, changeant son nom en Sheffield Iris.
Dans les temps de répression politique, il est emprisonné deux fois pour sédition. Le premier chef d'accusation remonte à 1795, lorsqu'il imprime un poème pour célébrer la prise de la Bastille dans la France révolutionnaire. La seconde, en 1796, est pour avoir critiqué un magistrat qui avait dispersé de force une manifestation politique à Sheffield. Tirant profit de son expérience de la prison, il publie par la suite un pamphlet de poèmes écrits pendant sa captivité : Prison Amusements (1797). Son récit en prose ultérieur de l'épisode est publié en 1840.
Pendant un certain temps, l'Iris est le seul journal de Sheffield, mais au-delà de la capacité de produire des articles assez honorables de semaine en semaine, Montgomery se trouve dépourvu des compétences journalistiques qui lui auraient permis de tirer pleinement parti de sa position. D'autres journaux apparaissent pour prendre la place qu'il aurait pu occuper et, en 1825, il vend le journal à un libraire local, John Blackwell.
Pendant ce temps, Montgomery continue d'écrire de la poésie. Il acquiert une certaine renommée avec The Wanderer of Switzerland (1806), un poème en six parties écrit en quatrains rimés de sept syllabes. Le poème aborde l'annexion française de la Suisse et passe rapidement par deux éditions. Quand il est considéré l'année suivante dans la revue conservatrice d'Edimbourg comme un poème qui serait rapidement oublié, Lord Byron vient à sa défense dans la satire anglaise Bards et Scotch Reviewers. Néanmoins, 18 mois plus tard, une quatrième impression de 1 500 exemplaires est produite par les presses mêmes qui ont imprimé la critique, et plusieurs autres doivent suivre. Ce succès amène Montgomery à une commande de l'imprimeur Bowyer pour écrire un poème sur l'abolition de la traite des esclaves, qui sera publié avec d'autres poèmes sur le sujet par Elizabeth Benger et James Grahame, dans un beau volume illustré. Le sujet fait appel à la fois à l'enthousiasme philanthropique du poète et à ses propres associations familiales avec les Antilles. Le poème en quatre parties en couplets héroïques est publié en 1809 sous le nom de The West Indies.
Montgomery utilise également des couplets héroïques pour The World before the Flood (1812), un morceau de reconstruction historique en dix strophes. Par la suite, il se tourne vers l'attaque de la loterie dans Thoughts on Wheels (1817) et défend la cause des apprentis ramoneurs dans The Climbing Boys' Soliloquies. Son prochain poème majeur est Greenland (1819), en cinq strophes de couplets héroïques. Le poème est précédé d'une description de l'ancienne église morave, de son renouveau au XVIIIe siècle et de sa mission au Groenland en 1733. Le poème reçoit des commentaires élogieux pour la beauté de ses descriptions :
| Texte original | Traduction française littérale |
| --- | --- |
| The moon is watching in the sky; the stars Are swiftly wheeling on their golden cars; Ocean, outstretcht with infinite expanse, Serenely slumbers in a glorious trance; The tide, o'er which no troubled spirits breathe, Reflects a cloudless firmament beneath, Where poised as in the centre of a sphere A ship above and ship below appear; A double image pictured on the deep, The vessel o’er its shadow seems to sleep; Yet, like the host of heaven, that never rest, With evanescent motion to the west, The pageant glides through loneliness and night, And leaves behind a rippling wake of light. | La lune regarde dans le ciel ; les étoiles Roulent rapidement dans leurs voitures dorées ; L'océan, qui s'étend à l'infini, Sommeil serein dans une transe glorieuse ; La marée, sur laquelle aucun esprit troublé ne respire, Reflète un firmament sans nuage en dessous, En position centrale, comme au centre d'une sphère Un navire en haut et un navire en bas apparaissent ; Une image double sur les profondeurs, Le navire semble dormir sur son ombre ; Pourtant, comme l'armée du ciel, qui ne se repose jamais, Avec un mouvement évanescent vers l'ouest, Le spectacle glisse dans la solitude et la nuit, Et laisse derrière lui un sillage de lumière ondoyante. |

### Fin de carrière

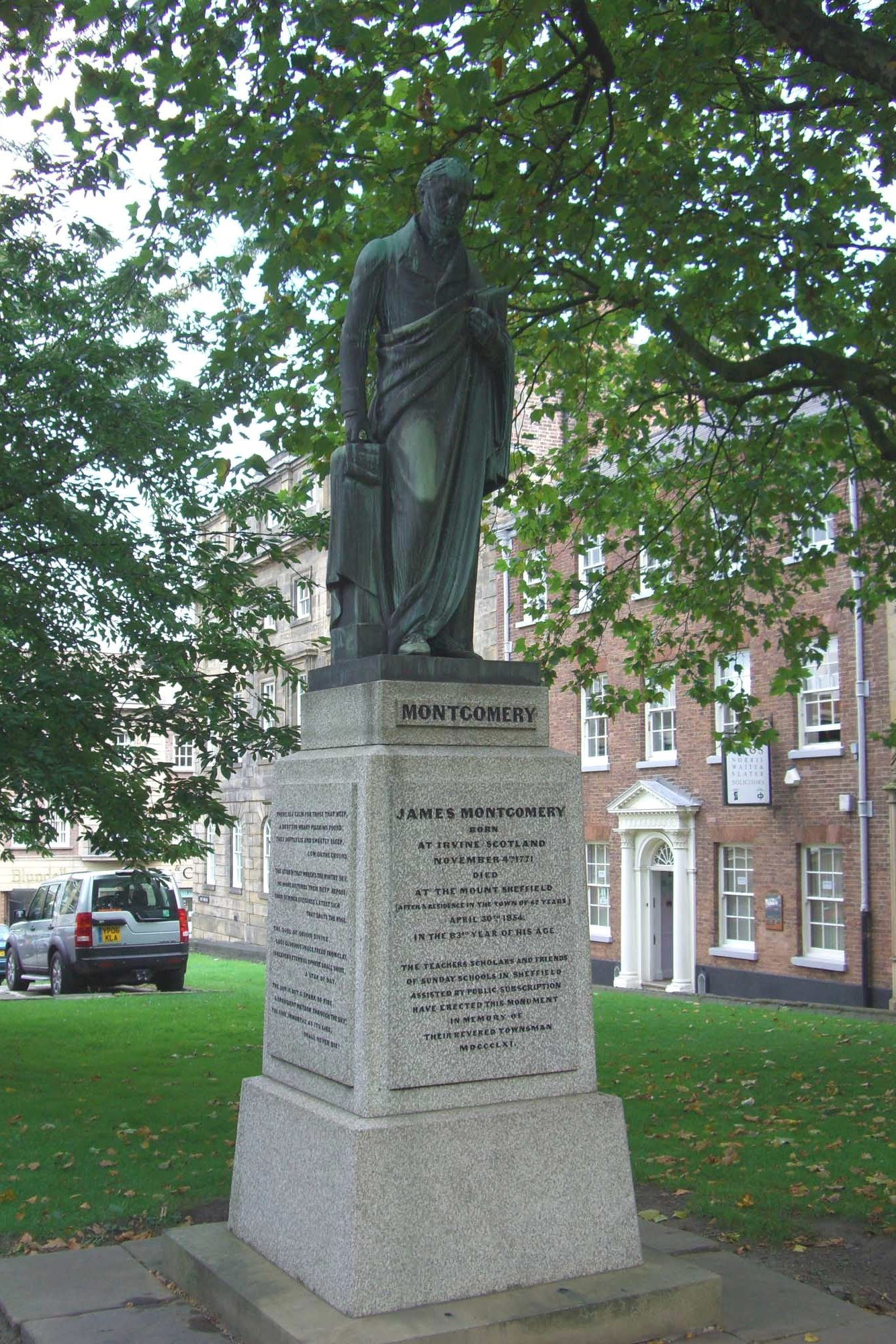
Statue de James Montgomery sur le parvis de la cathédrale de Sheffield.

Le seul autre long poème de Montgomery, composé après qu'il a pris sa retraite de la rédaction de journaux, est The Pelican Island (1828). Ces neuf strophes de vers blancs descriptifs ont recueilli des critiques mitigées, allant de la dénonciation sommaire aux éloges du Blackwood's Magazine, le caractérisant comme « le meilleur de tous les poèmes de Montgomery : dans l'idée le plus original, dans l'exécution le plus efficace. »
Montgomery lui-même s'attend à ce que son nom vive, voire pas du tout, dans ses cantiques[incompréhensible]. Certains d'entre eux, tels que Hail to the Lord's Anointed, Prayer is the Soul's Sincere Desire, Stand up and Bless the Lord et le chant Angels from the Realms of Glory, sont encore chantés. The Lord Is My Shepherd est un cantique populaire avec de nombreuses dénominations, basé sur le psaume 23. A Poor Wayfaring Man of Grief est adopté comme favori dans le mouvement des saints des derniers jours. Le plus ancien de ses cantiques date de son séjour à Wath on Dearne, puis il en ajoute au fil des ans. Le coup de pouce principal survient lorsque le Révérent James Cotterill arrive à l'église paroissiale Saint Paul's, une chapelle d'aisance à Saint Peter's, la seule église paroissiale de Sheffield, en 1817.
Cotterill compile et publie une Sélection de psaumes et de cantiques adaptés aux services de l'Église d'Angleterre en 1810, mais à sa déception et à son inquiétude, il découvre que ses nouveaux paroissiens n'ont pas l'amabilité de l'utiliser. Il fait donc appel à James Montgomery pour l'aider à réviser le recueil et à l'améliorer en y ajoutant quelques cantiques de la propre composition du poète. Cette nouvelle édition, rencontrée avec l'approbation de l'archevêque d'York (et éventuellement des paroissiens de St Paul's), est finalement publiée en 1820. En 1822, Montgomery publie ses propres Songs of Sion: Being Imitations of Psalms, le premier de plusieurs autres recueils de cantiques. Au cours de sa vie, il compose quelque 400 cantiques, bien que moins d'une centaine soient couramment chantés aujourd'hui.
De 1835 à sa mort, Montgomery vit à The Mount à Glossop Road, Sheffield. Il est bien considéré dans la ville et joue un rôle actif dans sa philanthropie et sa vie religieuse. Il meurt le 30 avril 1854, est honoré par des funérailles publiques et inhumé au cimetière général de Sheffield. Il est resté célibataire.

## Postérité
En 1861, un monument conçu par John Bell (1811–1895) est érigé sur sa tombe dans le cimetière de Sheffield au coût de 1 000 £, levées par souscription publique à l'initiative de la Sheffield Sunday School Union, dont il était parmi les membres fondateurs. Sur son socle de granit est inscrit :
« Here lies interred, beloved by all who knew him, the Christian poet, patriot, and philanthropist. Wherever poetry is read, or Christian hymns sung, in the English language, 'he being dead, yet speaketh' by the genius, piety and taste embodied in his writings. »
On y trouve également des extraits de ses poèmes Prayer et The Grave. Après que la statue soit tombée en mauvais état, elle est déplacée en 1971 dans l'enceinte de la cathédrale de Sheffield, où se trouve également une fenêtre commémorative.
Ailleurs à Sheffield, plusieurs rues prennent le nom de Montgomery, tout comme une fontaine à boire classée Grade II sur Broad Lane. La salle de réunion de la rue Surrey de la Sunday Schools Union (maintenant connue sous le nom de The Montgomery) est nommée en son honneur en 1886. La salle abrite un théâtre de 420 places qui porte également son nom. Wath-upon-Dearne, flattée d'être appelée « la reine des villages » dans son œuvre, lui renvoie le compliment en baptisant une salle communautaire, une rue et une place à son nom. Son lieu de naissance à Irvine est rebaptisé Montgomery House après qu'il y est revenu en 1841, mais il a depuis été démoli.